# Депутаты Национального собрания от департамента Морбиан

Выборы в Национальное собрание в 2024 году

Выборы в Национальное собрание в 2022 году

Выборы в Национальное собрание в 2017 году

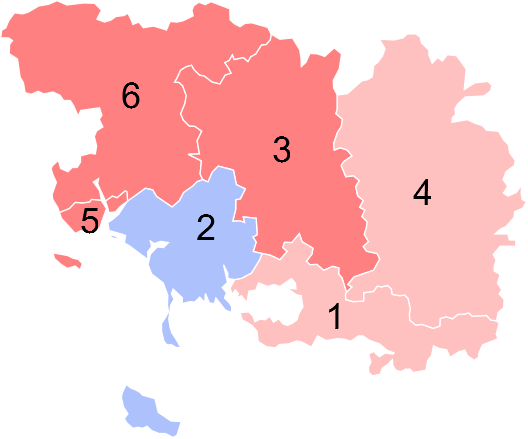
Выборы в Национальное собрание в 2012 году

|  | Номер округа | Депутат        | Партия                   |
|  | ------------ | -------------- | ------------------------ |
|  | 1            | Анн Ле Энанф   | Горизонты                |
|  | 2            | Джимми Паён    | Демократическое движение |
|  | 3            | Николь Ле Пе   | «Возрождение»            |
|  | 4            | Поль Молак     | Регионалисты             |
|  | 5            | Дамьен Жирар   | Экологисты               |
|  | 6            | Жан-Мишель Жак | «Возрождение»            |

|  | Номер округа | Депутат        | Партия                   |
|  | ------------ | -------------- | ------------------------ |
|  | 1            | Анн Ле Энанф   | Горизонты                |
|  | 2            | Джимми Паён    | Демократическое движение |
|  | 3            | Николь Ле Пе   | Вперёд, Республика!      |
|  | 4            | Поль Молак     | Регионалисты             |
|  | 5            | Лизьян Метайе  | Вперёд, Республика!      |
|  | 6            | Жан-Мишель Жак | Вперёд, Республика!      |

|  | Номер округа | Депутат         | Партия              |
|  | ------------ | --------------- | ------------------- |
|  | 1            | Эрве Пеллуа     | Вперёд, Республика! |
|  | 2            | Джимми Паён     | Независимый         |
|  | 3            | Николь Ле Пе    | Вперёд, Республика! |
|  | 4            | Поль Молак      | Вперёд, Республика! |
|  | 5            | Гвендаль Руийяр | Вперёд, Республика! |
|  | 6            | Жан-Мишель Жак  | Вперёд, Республика! |

|  | Номер округа | Депутат         | Партия                                  |
|  | ------------ | --------------- | --------------------------------------- |
|  | 1            | Эрве Пеллуа     | Разные левые                            |
|  | 2            | Филипп Ле Ре    | Союз за народное движение Разные правые |
|  | 3            | Жан-Пьер Ле Рош | Социалистическая партия                 |
|  | 4            | Поль Молак      | Демократический бретонский союз         |
|  | 5            | Гвендаль Руийяр | Социалистическая партия                 |
|  | 6            | Филипп Ноге     | Социалистическая партия                 |

|  | Номер округа | Депутат                                 | Партия                    |
|  | ------------ | --------------------------------------- | ------------------------- |
|  | 1            | Франсуа Гулар                           | Союз за народное движение |
|  | 2            | Мишель Граль                            | Союз за народное движение |
|  | 3            | Жерар Лоржу                             | Союз за народное движение |
|  | 4            | Лоик Бувар                              | Союз за народное движение |
|  | 5            | Франсуаза Оливье-Купо / Гвендаль Руийяр | Социалистическая партия   |
|  | 6            | Жаке Ле Не                              | Союз за народное движение |

|  | Номер округа | Депутат         | Партия                    |
|  | ------------ | --------------- | ------------------------- |
|  | 1            | Франсуа Гулар   | Союз за народное движение |
|  | 2            | Эме Кергерис    | Союз за народное движение |
|  | 3            | Жерар Лоржу     | Союз за народное движение |
|  | 4            | Лоик Бувар      | Союз за народное движение |
|  | 5            | Жан-Ив Ле Дриан | Социалистическая партия   |
|  | 6            | Жаке Ле Не      | Союз за народное движение |